# Jarosław Omorczyk
Jarosław Omorczyk (ur. 1978) – polski gimnastyk.
Karierę rozpoczął w 1983 roku mając zaledwie pięć lat. Przez 15 lat czynnego uprawiania sportu zdobył około 120 nagród i wyróżnień, z czego ponad 60 razy stawał na podium w zawodach indywidualnych i drużynowych Mistrzostw Polski i Śląska. Do najważniejszego jego osiągnięcia zalicza się indywidualne mistrzostwo Polski młodzików, 15 medali Mistrzostw Polski, w tym aż cztery złote w ćwiczeniu na kołkach oraz 8 medali drużynowych mistrzostw Polski. W zawodach makroregionu śląskiego zdobywał 5 tytułów mistrzowskich w różnych klasach sportowych.
Aktualnie trenuje młodych adeptów gimnastyki i wykłada na AWF w Krakowie.